# JUMP UP MELODIES TOP 20
『JUMP UP MELODIES TOP 20』（ジャンプ アップ メロディズ トップ トゥエンティ）は、TOKYO FMで2020年4月3日から放送されているラジオの音楽チャート番組。放送時間は毎週金曜 13:00 - 14:55。

## 概要
これまでの『鈴木おさむと小森隼の相談フライデー』と『TOKYO SPORTS GOOD』の放送枠を統合して、新しいラジオの音楽チャート番組として再出発。鈴木は2004年から前身の『よんぱち 48hours 〜WEEKEND MEISTER〜』を含めて当局でこの時間帯の番組を15年以上に渡って担当している。
この番組では、spotifyの協力でこの週にアクセスが「急上昇した上位20曲」をカウントダウン形式で紹介するもの。
当番組は銀座ソニーパークに設けられている『TOKYO FM Ginza Sony Park Studio』から公開生放送を行う予定だったが、新型コロナウイルスによる感染症の拡大防止のため、番組開始時から半蔵門のTOKYO FM本社から非公開で放送を行っている。状況次第では同所からの公開生放送を実施する予定だったが、2021年5月31日の閉鎖に伴い公開生放送は実現する事は無かった。
番組開始から2021年9月24日までは12:00 - 14:55の放送となっていたが、同年10月1日より、12時台に『アーティスト・プロデュース・スーパー・エディション』（ジャパンエフエムネットワーク制作）開始のため当番組は13:00 - 14:55に変更となった。

## 放送時間
- 金曜12:00 - 14:55（2020年4月3日 - 2021年9月24日）
- 金曜13:00 - 14:55（2021年10月1日 - ）

## パーソナリティ
- 鈴木おさむ[3]
- 陣（THE RAMPAGE from EXILE TRIBE）[4]